# Kristina Anapau
Kristina Elizabeth Anapau Roper, mais conhecida como Kristina Anapau, (nascida em 30 de outubro de 1979) é uma atriz e escritora estadunidense. 
Ela é conhecida por seus papéis como Maurella na série da HBO True Blood e como Galina no filme de Darren Aronofsky, Black Swan.

## Filmografia
- General Hospital .... Nurse Quinn

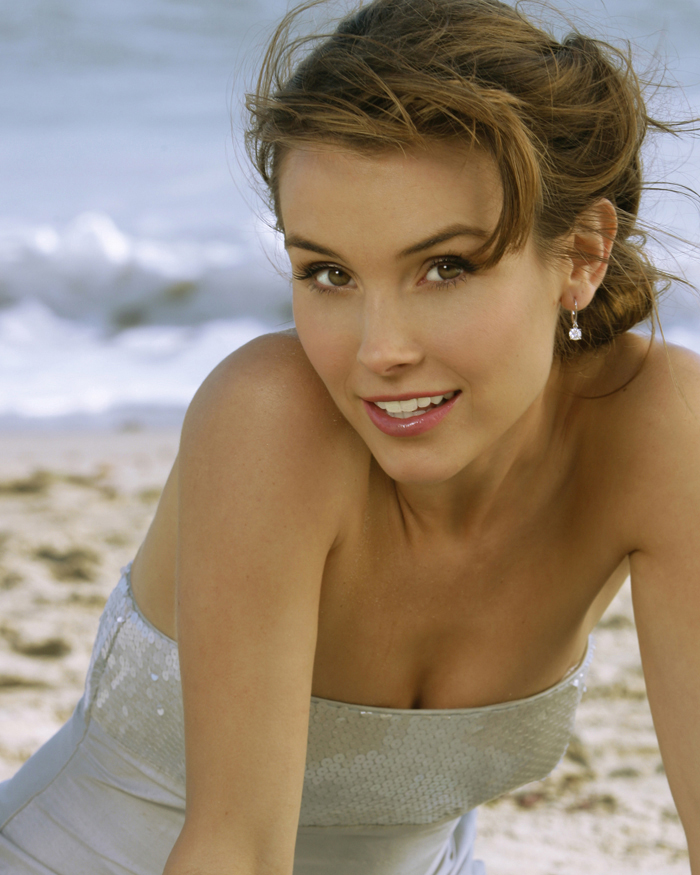
Kristina Anapau em uma foto de 2005.

- Escape from Atlantis (1998) (filme televisivo) .... Katriana (como Kristina Roper)
- Locoweed & Other Discoveries (1999) .... Elizabeth Ann
- Opposite Sex (1 Episódio, "The Virgin Episode", 2000) .... Helen
- 100 Girls (2000) .... Sasha
- Undressed (2000) .... Roxy
- Madison (2001) .... Tami Johnson
- Once and Again (1 Episódio, "Best of Enemies", 2001) .... Kimberly
- Haunted (1 Episódio, "Grevious Angels", 2002) .... Tierney Eastway
- They Shoot Divas, Don't They? (2002) (filme televisivo) .... Tara Quinn
- For the People (1 Episódio, "Nexus", 2003) .... Cissy Bunton
- Cruel Intentions 3 (2004) .... Cassidy Merteuil
- Cooked (2005) Filme de TV .... Sydney
- Cursed (2005) .... Brooke
- Self Medicated (2005) .... Nicole
- CSI: NY (1 Episódio, "City Of The Dolls", 2005) .... Virginia Felton
- Celebrity Deathmatch (1 Episódio, "New Celebrity Deathmatch: Bigger & Better Than Ever", 2006) .... Nicole Richie (Voz)
- House MD (1 Episódio, "Living the Dream", 2008) .... Marie
- Monk (1 Episódio, "Mr. Monk Falls in Love", 2008) .... Amanda
- Knight Rider (1 Episódio, "Journey to the End of the Knight", 2008) .... Celine Lea
- Black Swan (2010) .... Galina
- True Blood  Maurella
- "The Speak"  (2011) .... Paige Stone (pós-produção)
- "The Glades" (2010).... Darcy Owens
- "5 Souls" (2011)...Jessica
- "Grimm" (1 episode, "The Good Shepherd", 2012) .... Megan Marston
- "Sighting"  (2012) .... Theresa (pós-produção)
- "BlackJacks" (2013) ... Lisa Westbrook